# Lotus 16
Lotus 16 je bil Lotusov dirkalnik Formule 1, ki je bil v uporabi med sezonama 1958 in 1960, ko sta z njim dirkala Graham Hill in Innes Ireland. Je Lotusov drugi enosedežni dirkalnik, zasnoval ga je Colin Chapman, zgradil Lotus Cars za moštvo Team Lotus. Lotus 16 je bil narejen tako za dirke Formule 1, kot tudi Formule 2 in je bil prvi Lotusov dirkalnik Formule 1. Po zasnovi v več detajlih spominja na Lotusov prvi enosedežni dirkalnik Lotus 12, vsebuje pa tudi ideje, ki jih je Chapman razvijal, ko je bil zaposlen še pri Vanwallu. Vizualna podobnost med z Vanwalli je bila tako očitna, da je dobil Lotusom 16 vzdevek mini Vanwall v motošportnem tistku. Čeprav je Lotus 16 osvojil le pet prvenstvenih točk v treh sezonah, je njegova surova hitrost že nakazovala uspešnejša naslednika Lotus 18 in Lotus 21.

## Zasnova
Colin Chapman je začel izdelovati dirkalnike s Fordovem motorjem, ki so temeljili na Austinu 7, že kmalu po koncu druge svetovne vojne in je hitro napredoval do izdelave športnega dirkalnika Lotus 6 leta 1952. Ti mali in lahki športni dirkalniki so takoj naredili vtis na domači britanski dirkaški sceni, kar ga je prisililo v izboljšavo modelov za mednarodne dirke in mu prineslo zmage na dirkah 24 ur Le Mansa v letih 1956 in 1957. Leta 1956 so Chapmana njegovi dosežki pripeljali v Vanwall, kjer naj bi pomagal pri razvoju dirkalnikov Formule 1, leta 1957 pa je zgradil prvi enosedežni Lotus za Formulo 2, Lotus 12.
Chapmanovo delovanje z Vanwallom mu je pokazalo, da bi ga izkušnje z dirkalnikom Lotus 12 lahko pripeljale do šasije za Formulo 1. Lotus 12 ima motor značilno zamaknjen, da lahko gre hladilna cev po levi strani mimo dirkača v motor, namesto običajne konfiguracije, ko gre hladilna cev pod dirkačem, s čimer je znižal pozicijo dirkača in zmanjšal frontalni upor. Na nekaterih delih je bila šasija dirkalnika Lotus 16 tanjša kot pred Lotusu 12, pri čemer je Chapman žrtvoval trdnost šasije na račun manjše teže. Toda zaradi zamaknjenosti motorja je trpela vodljivost dirkalnika zaradi neenakomerne razporeditve teže, zato je moral biti Lotus 16 v tem pogledu bolj konvencionalen z motorjem na sredini. 
Motor je bil Coventry Climax FPF straight-4. Prvotno so imeli dirkalniki nameščen 2,0L agregat, toda Climax je kasneje povečal delovno prostornino motorja najprej na 2,2L, nato pa še na 2,5L, kar je bil najvišja dovoljena meja za Formulo 1. Kot pri Lotusu 12, je bil pogon na zadnja kolesa, uporabljal pa je Lotusov 5-stopenjski menjalnik. Na začetku se je ta menjalnik, ki ga je zasnoval Lotus zgradil pa ZF v Nemčiji, pokazal kot nezanesljiv, zato si je prislužil vzdevek queerbox. Toda leta 1957 je Chapman najel Keitha Duckwortha (kasneje eden od ustanoviteljev Coswortha in oče enega najboljših in najbolj razširjenih motorjev Formule 1 Cosworth DFV), ki je odpravil pomanjkljivosti menjalnika. Ko so menjalnik preizkusili v dirkalniku Lotus 16 je bil že razmeroma zanesljiv. 
Sprednje vzmetenje dirkalnika Lotus 16 je bil enako kot pri Lotusu 12 s Chapmanovo lastno zasnovo dvojnega wishbone s stabilizatorjem v zgornjem delu. V nasprotju z Lotusom 12, pa je imel Lotus 16 zadnje vzmetenje tipa Chapman strut, kar je bil prvi primer samostojnega vzmetenja na dirkalniku Formule 1, zaradi česar je imel dirkalnik boljši mehanski oprijem, vodljivost in nastavljivost. Lotus 16 je imel tudi takrat nov, zdaj pa že znamenit, wobbly web wheels, izposojen iz letalske industrije. Zavore so bile diskaste na vseh štirih kolesih, zadnje so bile nameščene znotraj šasije. 
Aerodinamika dirkalnika ni naključno spominjala na dirkalnike Vanwall, ki jih je skonstruiral pionir avtomobilske aerodinamike Frank Costin. Kot pri več Lotusovih dirkalnikih, je bila aluminijasta šasija zelo tanka in je nudila malo podpore pod njo ležečim delom. Dirkalnik je bil zelo nizek in kompakten, pokrov motorja je bil komaj tako visok kot vrh sprednjih koles, kljub manjšemu premeru pnevmatik od sezone 1959 naprej. Dirkač je sedel rahlo naslonjen, za dirkačem pa se je dvigal zračnik. Dirkalnik je bil zgrajen v osmih primerkih.

## Dirkaška zgodovina
Lotus 16 naj bi debitiral na prvi dirki sezone 1968, toda zaradi zamude, ker je bilo potrebno premestiti motor v šasiji, je bil Lotusov prvi dirkalnik Formule 1 predelan Lotus 12, ki je nastopil na dirki za Veliko nagrado Monaka. Lotus 16 je debitiral na šesti dirki sezone za Veliko nagrado Francije v le enem primerku, s katerim je dirkal mehanik in dirkač tovarniškega moštva, Graham Hill. Debi ni najbolje uspel, saj je bil Hill drugi najpočasnejši v kvalifikacijah, kjer je premagal le moštvenega kolego Cliffa Allisona z Lotusom 12. Čeprav je bil dirkalnik zelo aerodinamično učinkovit, pa hitro dirkališče Reims-Gueux ni ustrezalo šibkejšemu 2,0L motorju. Hillov dirkalnik je zaradi pregrevanja odstopil v devetnajstem krogu. 
Lotus 16 je nato nastopil na vseh ostalih dirkah sezone, toda zelo pogosto so odstopili. Najpogosteje zaradi pregrevanja motorja in posledičnih okvar, toda tudi ostale mehanske okvare so bile pogoste. Običajno so dirkalniki naredili premalo krogov, da bi bili uvrščeni. 
Za sezono 1959 je dirkalnik končno dobil močnejši 2,5L motor, mehanične izboljšave pa so izboljšale zanesljivost. Ob tovarniškem moštvu pa je z dirkalnikom Lotus 16 dirkalo še več privatnikov. Med sezono so dirkalnike še nadalje razvijali, zato so postajali vse bolj konkurenčni. Še vedno jih je pestila nezanesljivost, zato so še prevečkrat odstopali. Čeprav redni dirkač Hill ni končal niti ene dirke, pa je njegov moštveni kolega Innes Ireland osvojil pet prvenstvenih točk za četrto mesto na dirki za Veliko nagrado Nizozemske in peto mesto na zadnji dirki sezone za Veliko nagrado ZDA. 
Trije privatni Lotusi 16 so se pojavili na dirkah sezoni 1960, toda vselej so odstopili. V začetku sezone je bil nared nov dirkalnik Lotus 18, zato je tovarniško moštvo opustilo dirkalnike Lotus 16. 

## Popolni rezultati Formule 1
(legenda)
| Leto | Moštvo                     | Motor                       | Gume | Dirkači           | 1   | 2   | 3   | 4   | 5   | 6   | 7   | 8   | 9   | 10  | 11  | Toč | Prv |
| ---- | -------------------------- | --------------------------- | ---- | ----------------- | --- | --- | --- | --- | --- | --- | --- | --- | --- | --- | --- | --- | --- |
| 1958 | Team Lotus                 | Coventry Climax FPF 2,0L L4 | ?    |                   | ARG | MON | NIZ | 500 | BEL | FRA | VB  | NEM | POR | ITA | MAR | 0   | 6.  |
| 1958 | Team Lotus                 | Coventry Climax FPF 2,0L L4 | ?    | Hill              |     |     |     |     |     | Ret | Ret | Ret | Ret | 6   | 16  | 0   | 6.  |
| 1958 | Team Lotus                 | Coventry Climax FPF 2,0L L4 | ?    | Stacey            |     |     |     |     |     |     | Ret |     |     |     |     | 0   | 6.  |
| 1958 | Team Lotus                 | Coventry Climax FPF 2,0L L4 | ?    | Allison           |     |     |     |     |     |     |     | 10  |     |     |     | 0   | 6.  |
| 1959 | Team Lotus                 | Coventry Climax FPF 2,5L L4 | ?    |                   | MON | 500 | NIZ | FRA | VB  | NEM | POR | ITA | ZDA |     |     | 5   | 4.  |
| 1959 | Team Lotus                 | Coventry Climax FPF 2,5L L4 | ?    | Hill              | Ret |     | 7   | Ret | 9   | Ret | Ret | Ret |     |     |     | 5   | 4.  |
| 1959 | Team Lotus                 | Coventry Climax FPF 2,5L L4 | ?    | Lovely            | DNQ |     |     |     |     |     |     |     |     |     |     | 5   | 4.  |
| 1959 | Team Lotus                 | Coventry Climax FPF 2,5L L4 | ?    | Ireland           |     |     | 4   | Ret |     | Ret | Ret | Ret | 5   |     |     | 5   | 4.  |
| 1959 | Team Lotus                 | Coventry Climax FPF 2,5L L4 | ?    | Stacey            |     |     |     |     | 8   |     |     |     | Ret |     |     | 5   | 4.  |
| 1959 | John Fisher                | Coventry Climax FPF 1,5L L4 | ?    | Halford           | Ret |     |     |     |     |     |     |     |     |     |     | 5   | 4.  |
| 1959 | Dorchester Service Station | Coventry Climax FPF 1,5L L4 | ?    | Piper             |     |     |     |     | Ret |     |     |     |     |     |     | 5   | 4.  |
| 1960 | Team Lotus                 | Coventry Climax FPF 2,5L L4 | ?    |                   | ARG | MON | 500 | NIZ | BEL | FRA | VB  | POR | ITA | ZDA |     | 0   | 2.  |
| 1960 | Team Lotus                 | Coventry Climax FPF 2,5L L4 | ?    | Stacey            | Ret |     |     |     |     |     |     |     |     |     |     | 0   | 2.  |
| 1960 | Team Lotus                 | Coventry Climax FPF 2,5L L4 | ?    | Rodriguez Larreta | 9   |     |     |     |     |     |     |     |     |     |     | 0   | 2.  |
| 1960 | Robert Bodle Ltd.          | Coventry Climax FPF 2,5L L4 | ?    | Piper             |     |     |     |     |     | Ret | 12  |     |     |     |     | 0   | 2.  |